# Krzanowice (gemeente)
De gemeente Krzanowice is een stad- en landgemeente in het Poolse woiwodschap Silezië, in powiat Raciborski.
De zetel van de gemeente is in Krzanowice.
Op 30 juni 2004 telde de gemeente 6086 inwoners.

## Oppervlakte gegevens
In 2002 bedroeg de totale oppervlakte van gemeente Krzanowice 47,06 km², waarvan:
- agrarisch gebied: 90%
- bossen: 0%

De gemeente beslaat 8,65% van de totale oppervlakte van de powiat.

## Demografie
Stand op 30 juni 2004:
| Omschrijving                   | Totaal | Totaal | Vrouwen | Vrouwen | Mannen | Mannen |
| ------------------------------ | ------ | ------ | ------- | ------- | ------ | ------ |
| eenheid                        | aantal | %      | aantal  | %       | aantal | %      |
| inwoners                       | 6086   | 100    | 3107    | 51,1    | 2979   | 48,9   |
| bevolkingsdichtheid (inw./km²) | 129,3  | 129,3  | 66      | 66      | 63,3   | 63,3   |

In 2002 bedroeg het gemiddelde inkomen per inwoner 1357,18 zł.

## Aangrenzende gemeenten
Krzyżanowice, Pietrowice Wielkie, Racibórz. De gemeente grenst aan Tsjechië.